# Andreas Huke

Andreas Huke

Andreas Huke (* 3. Dezember 1876 in Hüpstedt, Kreis Worbis; † 26. Januar 1962 in Heilbad Heiligenstadt) war ein christlicher Gewerkschaftssekretär, deutscher Politiker und MdR (Zentrum).
Nach der Volksschule machte Huke eine Weberlehre. 1900 wurde er Meister und arbeitete als Weber. Im Christlichen Textilarbeiter-Verband (CTV) aktiv, bildete er sich 1910 durch volkswirtschaftliche Kurse beim Volksverein für das katholische Deutschland in Mönchengladbach weiter, der in vielen Regionen quasi das Parteigerüst für die katholische Zentrumspartei stellte. Von 1914 bis 1919 war Huke Angestellter bei der Allgemeinen Ortskrankenkasse in Neumünster, unterbrochen durch den Kriegseinsatz. Seit 1919 arbeitete der Gewerkschafter und Zentrumsmann hauptamtlich als Gewerkschaftssekretär für den Christlichen Textilarbeiter-Verband in Heiligenstadt. Huke gehörte 1919 der Stadtverordnetenversammlung in Neumünster und seit 1924 in Heiligenstadt (Eichsfeld) an.
Als Nachrücker für den verstorbenen christlichen Gewerkschafter Anton Höfle gehörte Huke vom 18. Februar 1925 bis zum Mai 1928 für den Wahlkreis 12 (Thüringen) dem Reichstag an. 1928–33 war er Direktor des Arbeitsamtes in Heiligenstadt. Durch die Nazis danach beurlaubt, musste er seinen Lebensunterhalt als Zigarrenvertreter bestreiten. Die Gestapo verhaftet ihn 1944. Einer Inhaftierung im KZ Buchenwald  soll er durch ein Augenleiden entgangen sein.